# Candas
Candas je francouzská obec v departementu Somme v regionu Hauts-de-France. V roce 2012 zde žilo 1 077 obyvatel.

## Sousední obce
Beauval, Bonneville, Fieffes-Montrelet, Fienvillers, Gézaincourt, Longuevillette, Naours, La Vicogne

## Vývoj počtu obyvatel
Počet obyvatel